# Johnny Răducanu

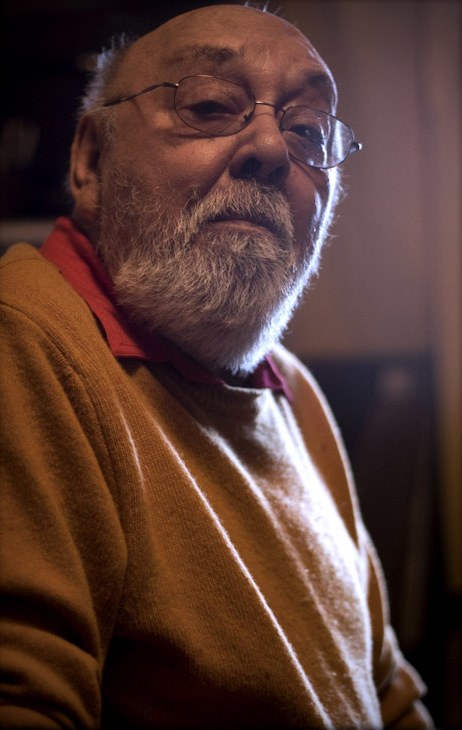
Johnny Răducanu (2009)

Johnny Răducanu (* 1. Dezember 1931 in Brăila; † 19. September 2011 in Bukarest) war ein rumänischer Musiker des Modern Jazz (Kontrabass, Piano, Arrangement, Komposition).

## Leben und Wirken
Răducanu stammte aus einer Romafamilie, deren musikalische Tradition bis in das 17. Jahrhundert zurückverfolgbar ist. Seit dem achten Lebensjahr erhielt er Klavierunterricht und erhielt mit zehn Jahren aufgrund seiner Begabung einen Ausbildungsplatz an der Musikschule seiner Heimatstadt. Von 1949 bis 1953 studierte er am Konservatorium von Cluj Kontrabass; er beendete seine Studien am Konservatorium von Bukarest, wo er die Meisterklasse von Josef Prunner besuchte. Während dieser Zeit spielte er als Bassist in verschiedenen Bands, mit János Kőrössy und im Electrocord Orchestra (der Studioband des staatlichen Plattenlabels Electrocord). Mit diesem Orchester nimmt er 1962 an den Weltjugendspielen in Moskau teil, wo er schon 1957 mit einem Trio auftrat und eine Goldmedaille erhielt. 1966 spielte er eine der ersten rumänischen Jazzplatten ein: Jazz in Trio. In den nächsten Jahren trat er auch in Warschau und in Prag auf. Er gehörte zum Free-Jazz-Trio von Guido Manusardi und war an der Einspielung von dessen Album Blues For Vali beteiligt. 1969 konzertierte er in Ostberlin mit dem Freetet von Richard Oschanitzky. Auf den Jazzfestivals von Ploiești (1969 bis 1971) und Sibiu (1974 bis 1976) trat er mit verschiedenen Formationen auf und erspielte sich einen Ruf als bester rumänischer Jazzbassist . Auch spielte er mit international bekannten Musikern wie Art Farmer, Slide Hampton oder Friedrich Gulda.
1977 wechselte er zum Klavier und trat zunehmend als Solist auf. Auch komponierte er für den Film (Mușchetarii în vacanță). 1984 wurde er vom kommunistischen Regime in Tescani unter Hausarrest gestellt, woran seine Komposition „Tescani ’84“ erinnert. 1999 nahm er das Album „Jazz over the Carpathians - Johnny Raducanu meets Theodora Enache“ auf. 2005 spielte er in Paris das Solo-Album Jazz Bestament ein.
Răducanu war der Präsident der rumänischen Jazzföderation. Er gilt als Nestor des rumänischen Jazz; Duke Ellington nannte ihn den Mr. Jazz Rumäniens. 2002 veröffentlichte er seine Autobiographie Loneliness…my job (Regent House Printing & Publishing, 2002).

## Preise und Auszeichnungen
1987 wurde Răducanu anlässlich eines USA-Besuchs zum Ehrenmitglied der Louis Armstrong Academy in New Orleans ernannt. 2005 zeichnete ihn die rumänische Komponistenvereinigung mit ihrem Exzellenzpreis aus.

## Diskographische Hinweise
- Jazz in Trio (1966)
- Confessions II (1982)
- Gipsy in Blue (1990)
- Chamber Jazz Music (2008)